# Usheoritse Itsekiri
Usheoritse Itsekiri (né le 31 janvier 1998) est un athlète nigérian, spécialiste des épreuves de sprint.

## Palmarès
| Date | Compétition            | Lieu   | Résultat | Épreuve   | Temps   |
| ---- | ---------------------- | ------ | -------- | --------- | ------- |
| 2019 | Jeux africains         | Rabat  | 3e       | 100 m     | 10 s 02 |
| 2019 | Jeux africains         | Rabat  | 2e       | 4 × 100 m | 38 s 59 |
| 2024 | Jeux africains         | Accra  | 2e       | 100 m     | 10 s 23 |
| 2024 | Jeux africains         | Accra  | 1er      | 4 × 100 m | 38 s 41 |
| 2024 | Championnats d'Afrique | Douala | 2e       | 4 × 100 m | 38 s 84 |